# Selenophorus pyritosus
Selenophorus pyritosus är en skalbaggsart som beskrevs av Pierre François Marie Auguste Dejean. Selenophorus pyritosus ingår i släktet Selenophorus och familjen jordlöpare. Inga underarter finns listade i Catalogue of Life.